# Caetano Ferrari
Caetano Ferrari OFM (ur. 30 lipca 1942 w Lins) – brazylijski duchowny rzymskokatolicki, w latach 2009–2018 biskup Bauru.

## Życiorys
Wstąpił do nowicjatu franciszkanów w Kurytybie i w tymże zgromadzeniu złożył 14 listopada 1969 profesję wieczystą. Rok później przyjął święcenia kapłańskie i rozpoczął pracę w Duque de Caxias. W 1973 rozpoczął wykłady w Lages, zaś w 1976 został profesorem w Bragança Paulista, gdzie wykładał przez dziesięć lat. W 1986 wybrano go wikariuszem prowincji Niepokalanego Poczęcia NMP, zaś w 1994 został jej przełożonym.
24 kwietnia 2002 został mianowany przez papieża Jana Pawła II biskupem koadiutorem diecezji Franca. Sakry biskupiej udzielił mu 7 lipca 2002 kard. Cláudio Hummes. 29 listopada objął pełnię rządów w diecezji.
15 kwietnia 2009 został przeniesiony na stolicę biskupią w Bauru. Urząd objął 31 maja 2009.
28 marca 2018 przeszedł na emeryturę.